# Gina Holden
Gina Holden (Smithers, 17 marzo 1975) è un'attrice canadese.
È principalmente conosciuta per aver interpretato il personaggio Shea Allen nella serie televisiva Harper's Island.

## Biografia
Holden è nata nella piccola città di Smithers, British Columbia, Canada, e si è trasferito spesso durante la crescita. Con ogni mossa, Holden si sarebbe unita a qualsiasi comunità, gruppo in modo che potesse seguire la sua passione per la recitazione. A quindici anni, che è stato firmato un contratto di modellazione e si è trasferita in Giappone. Holden ha studiato la cultura giapponese. Al suo ritorno in America del Nord, ha studiato il giapponese e ha preso lezioni di recitazione.
Ha interpretato il ruolo di Dale Arden nella serie Flash Gordon, come Coreen Fennel in Blood Ties, e come Shea Allen in Harper's Island della CBS una serie televisiva thriller. È anche apparsa come guest star in vari spettacoli tra cui la serie Life Unexpected. Appare anche in Final Destination 3, Aliens vs. Predator 2 e in Saw 3D - Il capitolo finale.

## Filmografia parziale

### Cinema
- I Fantastici 4 (Fantastic Four), regia di Tim Story (2005)
- LTD., regia di Ryan Arnold (2005)
- Il diario di Jack (Man About Town), regia di Mike Binder (2006)
- Final Destination 3, regia di James Wong (2006)
- The Butterfly Effect 2, regia di John R. Leonetti (2006)
- Nome in codice: Cleaner (Code Name: The Cleaner), regia di Les Mayfield (2007)
- Battle in Seattle - Nessuno li può fermare (Battle in Seattle), regia di Stuart Townsend (2007)
- Aliens vs. Predator 2 (Aliens vs. Predator: Requiem), regia di Colin e Greg Strause (2007)
- Christmas Cottage, regia di Michael Campus (2008)
- Messages Deleted, regia di Rob Cowan (2009)
- Screamers 2 - L'evoluzione (Screamers: The Hunting), regia di Sheldon Wilson (2009)
- Mysterious Island, regia di Mark Sheppard (2010)
- Saw 3D - Il capitolo finale (Saw 3D), regia di Kevin Greutert (2010)
- Sand Sharks, regia di Mark Atkins (2011)
- Dracano, regia di Kevin O'Neill (2012)
- Vendetta Letale, regia di Tom Shell (2019)

### Televisione
- Roughing It, regia di Charles Martin Smith – film TV (2002)
- L'amore a portata di mouse (Perfect Romance), regia di Douglas Barr – film TV (2004)
- The L Word – serie TV, episodi 1x01-2x04 (2004-2005)
- The Dead Zone – serie TV, episodio 4x06 (2005)
- Supernatural – serie TV, episodio 1x02 (2005)
- Killer Instinct – serie TV, episodio 1x05 (2005)
- Reunion – serie TV, 5 episodi (2005)
- Da Vinci's Inquest – serie TV, episodi 1x04-1x08 (2005-2006)
- Da Vinci's City Hall – serie TV, 12 episodi (2005-2006)
- Psych – serie TV, episodio 1x03 (2006)
- Kate, sorvegliata speciale (Murder on Spec), regia di Harvey Kahn – film TV (2006)
- Blood Ties – serie TV, 21 episodi (2007-2008)
- Flash Gordon – serie TV, 21 episodi (2007-2008)
- Smallville – serie TV, episodi 7x14-7x15 (2008)
- Harper's Island – serie TV, 13 episodi (2009)
- Flashpoint – serie TV, episodio 2x15 (2009)
- La spada della verità (Legend of the Seeker) – serie TV, episodio 2x07 (2010)
- Vite parallele (A Family Thanksgiving), regia di Neill Fearnley – film TV (2010)
- Life Unexpected – serie TV, episodi 1x06-2x01-2x13 (2010-2011)
- Caro Babbo Natale... (Dear Santa), regia di Jason Priestley – film TV (2011)
- Un regalo inaspettato (Christmas Comes Home to Canaan), regia di Neill Fearnley – film TV (2011)
- R. L. Stine's The Haunting Hour – serie TV, episodi 1x08-2x13-2x14 (2011-2012)
- Love Training - Lezioni d'amore (How to Fall in Love), regia di Mark Griffiths – film TV (2012)
- The Philadelphia Experiment, regia di Paul Ziller – film TV (2012)
- Fringe - serie TV, episodio 4x16 (2012)
- Suits - serie TV, episodi 2x08-2x14 (2012-2013)
- Teen Wolf - serie TV, 1 episodio (2014)
- CSI: Scena del crimine - serie TV, episodio 14x22 (2014)
- Natale a Holly Lane (Christmas on Holly Lane), regia di Michael Scott - film TV (2018)
- Il dolce suono del tradimento (His Deadly Affair), regia di Tara Cowell-Plain – film TV (2019)

## Doppiatrici italiane
Nelle versioni in italiano delle opere in cui ha recitato, Gina Holden è stata doppiata da:
- Laura Latini in Psych, Flashpoint
- Francesca Zavaglia in Reunion
- Eleonora Reti in Final Destination 3
- Paola Della Pasqua in The Butterfly Effect 2
- Lorenza Agostinelli in Nome in codice: Cleaner
- Perla Liberatori in Blood Ties
- Stefania De Peppe in Flash Gordon
- Antonella Baldini in Smallville
- Ilaria Latini in Harper's Island
- Selvaggia Quattrini in Saw 3D - Il capitolo finale
- Giò Giò Rapattoni in Life Unexpected
- Roberta Greganti in Caro Babbo Natale...
- Luisa Ziliotto in Love Training - Lezioni d'amore
- Tatiana Dessi in Fringe
- Emanuela D'Amico in CSI - Scena del crimine
- Anna Cugini in Natale a Holly Lane
- Cinzia Villari ne Il dolce suono del tradimento